# Otto Pischinger
Otto Pischinger (* 14. Februar 1919 in Wien; † 5. August 1976 in Amstetten) war ein österreichischer Filmarchitekt mit langjähriger Tätigkeit beim deutsch-österreichischen Unterhaltungsfilm.

## Leben und Wirken
Pischinger hatte in seiner Heimatstadt Wien Architektur, Bühnen- und Filmgestaltung bei Otto Niedermoser an der Akademie für angewandte Kunst studiert und anschließend als freier Architekt gearbeitet, bevor er 1949 zu den Rosenhügel-Filmstudios kam und als Chefdesigner engagiert wurde.
Dort entwarf Pischinger zunächst für die 'Pabst-Kiba-Film', später auch für andere Produktionsfirmen. Pischinger stattete, in Österreich wie in der Bundesrepublik Deutschland, eine erkleckliche Anzahl von zunächst recht simplen Lustspielen aus. Zu seinen besseren Arbeiten jener frühen Jahre gehören Helmut Käutners Partisanenkampf-Drama Die letzte Brücke und einige Spätinszenierungen des ‘Pabst-Kiba’-Chefs und Regisseurs G. W. Pabst (Das Bekenntnis der Ina Kahr, Der letzte Akt, Rosen für Bettina).
Ab 1956 arbeitete Pischinger größtenteils mit dem Regisseur und Lustspiel-Routinier Franz Antel zusammen, doch engagierten zunehmend auch in Deutschland arbeitende Top-Regisseure wie Bernhard Wicki (Das Wunder des Malachias, Das falsche Gewicht), Kurt Hoffmann (Die Ehe des Herrn Mississippi, Schneewittchen und die sieben Gaukler, Schloß Gripsholm, Hokuspokus oder: Wie lasse ich meinen Mann verschwinden…?, Liselotte von der Pfalz), Géza von Radványi (Es muß nicht immer Kaviar sein, Diesmal muß es Kaviar sein) und Robert Siodmak (Der Schatz der Azteken, Die Pyramide des Sonnengottes) den versierten Handwerker.
1967 schuf Pischinger, der seit 1954 meist zusammen mit seiner Frau, der Filmarchitektin Herta Hareiter, die Kulissen entworfen hatte, seine herausforderndste Arbeit: die Dekorationen zu Rudolf Noeltes Kafka-Verfilmung Das Schloß. ‘Schloß’-Star Maximilian Schell holte Pischinger zwei Jahre darauf für seine erste Regiearbeit, die Turgenjew-Adaption Erste Liebe.
In seinen letzten Lebensjahren hatte Pischinger auch an einigen internationalen Produktionen mitgewirkt, seine letzte Kinoarbeit wurden die österreichischen Dekorationen für die in Wien entstandenen Sequenzen dem britischen Kinofilm Kein Koks für Sherlock Holmes. In den frühen 70er Jahren entwarf Pischinger oft die Dekorationen für österreichische Fernsehinszenierungen; seine besten Designs lieferte er für Opern- und Operettenverfilmungen.
Otto Pischinger, ein starker Raucher, starb im Sommer 1976 an Krebs.

## Filmografie
| - 1949: Duell mit dem Tod - 1949: Eins, zwei, drei – aus - 1951: Kleiner Peter, große Sorgen (Stadtpark) - 1951: Der Fünfminutenvater - 1952: Seesterne - 1953: Die letzte Brücke - 1954: Hochstaplerin der Liebe - 1954: Das Bekenntnis der Ina Kahr - 1954: Geliebtes Fräulein Doktor - 1954: Der letzte Akt - 1955: Ein Herz voll Musik - 1955: Zwei Herzen und ein Thron - 1956: Rosen für Bettina - 1956: Uns gefällt die Welt - 1956: Lumpazivagabundus - 1956: Kaiserball - 1956: Heiße Ernte - 1956: Meine Tante – deine Tante - 1957: Das Glück liegt auf der Straße - 1957: … und die Liebe lacht dazu - 1957: Das Schloß in Tirol - 1958: Ooh … diese Ferien - 1958: Der veruntreute Himmel - 1958: Die Halbzarte - 1958: Solang’ die Sterne glüh’n (Zirkuskinder) - 1959: Raubfischer in Hellas - 1959: Whisky, Wodka, Wienerin (Rendezvous in Wien) - 1959: Peter Voss, der Held des Tages - 1959: Alt Heidelberg - 1960: Das Rätsel der grünen Spinne - 1960: Die junge Sünderin - 1960: Schlußakkord - 1961: Das Wunder des Malachias - 1961: Es muß nicht immer Kaviar sein - 1961: Diesmal muß es Kaviar sein - 1961: Die Ehe des Herrn Mississippi - 1961: Die türkischen Gurken - 1961: Der Traum von Lieschen Müller | - 1962: Muß i denn zum Städtele hinaus - 1962: Ohne Krimi geht die Mimi nie ins Bett - 1962: Schneewittchen und die sieben Gaukler - 1962: … und ewig knallen die Räuber - 1962: Der Sittlichkeitsverbrecher - 1963: Schloß Gripsholm - 1963: Das große Liebesspiel - 1963: Der letzte Ritt nach Santa Cruz - 1963: Old Shatterhand - 1964: Frühstück mit dem Tod - 1964: Heiß weht der Wind - 1964: Der Schatz der Azteken - 1964: Die Pyramide des Sonnengottes - 1965: Ruf der Wälder - 1965: Der Kongreß amüsiert sich - 1965: Hokuspokus oder: Wie lasse ich meinen Mann verschwinden…? - 1966: Die Rechnung – eiskalt serviert - 1966: Liselotte von der Pfalz - 1967: Das große Glück - 1967: Funkstreife XY – ich pfeif’ auf mein Leben (Die Funkstreife Gottes) - 1968: Das Schloß - 1969: Something for Everyone - 1970: Erste Liebe - 1971: Ein Kerl zum Pferdestehlen (Il romanzo di un ladro di cavalli) - 1971: Das falsche Gewicht - 1971: Hausfrauen-Report 1. Teil: Hausfrauenreport – unglaublich aber wahr - 1971: Der neue Hausfrauenreport, 2. Teil - 1971: Tödliches Gold (Assignment Munich, TV) - 1972: München 1972 (Dokumentarfilm) - 1972: Der Barbier von Sevilla (TV) - 1972: The 500 Pound Jerk (TV) - 1973: Gräfin Mariza (TV) - 1974: Totstellen / Die Landarbeiter - 1974: Madame Butterfly (TV) - 1975: Figaros Hochzeit (TV) - 1976: Kein Koks für Sherlock Holmes (zweiter Architekt) |

## Auszeichnungen
- 1962: Bundesfilmpreis für Das Wunder des Malachias (Kategorie: Beste Filmarchitektur – gemeinsam mit Ernst Schomer)
- 1966: Bundesfilmpreis für Hokuspokus oder: Wie lasse ich meinen Mann verschwinden...?  (Bau und Ausstattung)
- 1968: Bundesfilmpreis für Das Schloß (Beste Filmarchitektur – gemeinsam mit Hertha Hareiter)